# Temporada do Paysandu Sport Club de 2003
O Paysandu Sport Club em 2003 disputou Três torneios distintos: o Campeonato Paraense (87º), Campeonato Brasileiro - Série A (25º) e foi o 1º clube da Região Norte do Brasil a disputar a Taça Libertadores da América. 

## Uniformes de Jogo

### Uniformes de Jogo
- 1º - Camisa azul, short azul e meias azuis;
- 2º - Camisa branca, short branco e meias brancas;
- 3º - Camisa azul, short branco e meias brancas.

| Cores do Time · Cores do Time · Cores do Time · Cores do Time · Cores do Time | Cores do Time · Cores do Time · Cores do Time · Cores do Time · Cores do Time | Cores do Time · Cores do Time · Cores do Time · Cores do Time · Cores do Time |  |

## Competições

### Amistosos
| 16 de Janeiro 1º | Seleção de Parauapebas | 0 - 2 | Paysandu   |  |
|                  |                        |       | Albertinho |  |

| 19 de Janeiro 2º | Colinas de Tucuruí | 0 - 1 | Paysandu |  |
|                  |                    |       | Jóbson   |  |

| 7 de Setembro 3º | Ypiranga-AP | 1 - 4 | Paysandu                           |  |
|                  |             |       | Aldrovani · Jóbson · Júnior Amorim |  |

| 19 de Novembro 4º | Seleção de Barcarena | 0 - 6 | Paysandu                                                       |  |
|                   |                      |       | Lecheva · Vélber · Sandro Goiano · Flávio Tanajura · Aldrovani |  |

### Paraense

#### 1º fase
| 26 de Janeiro 1º rodada | Paysandu                                               | 7 - 3 | Sport Belém | Belém           |  |
| 16:00                   | Albertinho · Jóbson · Sérgio · Balão · Vélber · Iarley |       |             | Estádio: Curuzu |  |

| 29 de Janeiro 2º rodada | Carajás | 0 - 1 | Paysandu | Castanhal        |  |
| 20:30                   |         |       | Iarley   | Estádio: Modelão |  |

| 2 de Fevereiro 3º rodada | Paysandu | 1 - 1 | Remo | Belém               |  |
| 20:30                    | Balão    |       | Gian | Estádio: Mangueirão |  |

| 5 de Fevereiro 4º rodada | Ananindeua | 1 - 3 | Paysandu                         | Belém           |  |
| 20:30                    |            |       | Albertinho · Jóbson · Zé Augusto | Estádio: Curuzu |  |

| 9 de Fevereiro 5º rodada | Tuna Luso        | 2 - 3 | Paysandu       | Belém               |  |
| 16:00                    | Toninho · Tromba |       | Balão · Robgol | Estádio: Mangueirão |  |

| 18 de Fevereiro 6º rodada | Paysandu                        | 6 - 2 | São Raimundo-PA | Belém           |  |
| 20:30                     | Robgol · Iarley · Sandro Goiano |       |                 | Estádio: Curuzu |  |

| 23 de Fevereiro 7º rodada | Paysandu                                | 4 - 1 | Águia de Marabá | Belém           |  |
| 16:00                     | Robgol · Iarley · Zé Augusto · Jorginho |       |                 | Estádio: Curuzu |  |

#### 2º fase
| 26 de Fevereiro 1º rodada | Águia de Marabá | 1 - 0 | Paysandu | Belém           |  |
| 20:30                     |                 |       |          | Estádio: Curuzu |  |

| 15 de Março 2º rodada | Paysandu | 1 - 1 | Tuna Luso | Belém               |  |
| 16:00                 | Vandick  |       | Jaílson   | Estádio: Mangueirão |  |

| 23 de Março 3º rodada | Paysandu | 2 - 0 | Remo | Belém               |  |
| 16:00                 | Robgol   |       |      | Estádio: Mangueirão |  |

### Libertadores

#### fase de grupos
Grupo 2
| Equipe               | Pts | J | V | E | D | GP | GC | SG |
| -------------------- | --- | - | - | - | - | -- | -- | -- |
| Paysandu             | 14  | 6 | 4 | 2 | 0 | 14 | 5  | +9 |
| Cerro Porteño        | 8   | 6 | 2 | 2 | 2 | 8  | 11 | -3 |
| Sporting Cristal     | 7   | 6 | 2 | 1 | 3 | 6  | 7  | -1 |
| Universidad Católica | 4   | 6 | 1 | 1 | 4 | 7  | 12 | -5 |

| 13 de Fevereiro 1º rodada | Sporting Cristal | 0 - 2 | Paysandu                   | Lima, Peru                        |  |
|                           |                  |       | 47' Robgol · Sandro Goiano | Estádio: Estádio Nacional de Lima |  |

| 6 de Março 2º rodada | Paysandu | 0 - 0 | Cerro Porteño | Belém                               |
|                      |          |       |               | Estádio: Mangueirão Público: 37,223 |

| 11 de Março 3º rodada | Paysandu                          | 3 - 1 | Universidad Católica | Belém                               |  |
|                       | Robgol 43' (pen) 82' · Vélber 49' |       | 13' Cristián Álvarez | Estádio: Mangueirão Público: 20,195 |  |

| 18 de Março 4º rodada | Paysandu          | 2 - 1 | Sporting Cristal | Belém                               |  |
|                       | Robgol · Jorginho |       | José Moisela     | Estádio: Mangueirão Público: 22,410 |  |

| 27 de Março 5º rodada | Cerro Porteño                            | 2 - 6 | Paysandu                                         | Ciudad del Este, Paraguai                            |  |
|                       | Édgar Barreto 43' · Santiago Salcedo 77' |       | 32' 52' Vélber · 61' 87' Robgol · 75' 89' Iarley | Estádio: Tres de Febrero Árbitro: ARG Claudio Martín |  |

| 15 de Abril 6º rodada | Universidad Católica | 1 - 1 | Paysandu      | Santiago, Chile                  |  |
|                       |                      |       | Sandro Goiano | Estádio: San Carlos de Apoquindo |  |

#### Fase Final
| 24 de Abril Oitavas de final - ida | Boca Juniors           | 0 - 1 | Paysandu                                | Buenos Aires, Argentina                            |  |
|                                    | Clemente Rodríguez 20' |       | 20' Robgol · 55' Vanderson · 67' Iarley | Estádio: La Bombonera Árbitro: PAR Carlos Amarilla |  |

| 15 de Maio Oitavas de final - volta | Paysandu                                                                     | 2 - 4 | Boca Juniors                                                      | Belém                                                            |  |
|                                     | Lecheva 52' · Wellington 70' · Sandro Goiano 81' · Nicolás Burdisso 86' (GC) |       | 14' 68' (pen) 70' (pen) Guillermo Schelotto · 57' Marcelo Delgado | Estádio: Mangueirão Público: 57,330 Árbitro: URU Jorge Larrionda |  |

### Brasileiro
| Pos | Equipes             | Pts | J  | V  | E  | D  | GP  | GC | SG  | %  | Classificação ou rebaixamento               |
| --- | ------------------- | --- | -- | -- | -- | -- | --- | -- | --- | -- | ------------------------------------------- |
| 1   | Cruzeiro            | 100 | 46 | 31 | 7  | 8  | 102 | 47 | +55 | 72 | Fase de grupos da Copa Libertadores de 2004 |
| 2   | Santos              | 87  | 46 | 25 | 12 | 9  | 93  | 60 | +33 | 63 | Fase de grupos da Copa Libertadores de 2004 |
| 3   | São Paulo           | 78  | 46 | 22 | 12 | 12 | 81  | 67 | +14 | 56 | Fase de grupos da Copa Libertadores de 2004 |
| 4   | São Caetano 2       | 74  | 46 | 19 | 14 | 13 | 53  | 37 | +16 | 53 | Fase de grupos da Copa Libertadores de 2004 |
| 5   | Coritiba            | 73  | 46 | 21 | 10 | 15 | 67  | 58 | +9  | 52 | Fase de grupos da Copa Libertadores de 2004 |
| 6   | Internacional 1     | 72  | 46 | 20 | 10 | 16 | 59  | 57 | +2  | 52 | Copa Sul-Americana de 20043                 |
| 7   | Atlético Mineiro    | 72  | 46 | 19 | 15 | 12 | 76  | 62 | +14 | 52 | Copa Sul-Americana de 20043                 |
| 8   | Flamengo            | 66  | 46 | 18 | 12 | 16 | 66  | 73 | –7  | 47 | Copa Sul-Americana de 20043                 |
| 9   | Goiás               | 65  | 46 | 18 | 11 | 17 | 78  | 63 | +15 | 47 | Copa Sul-Americana de 20043                 |
| 10  | Paraná              | 65  | 46 | 18 | 11 | 17 | 85  | 75 | +10 | 47 | Copa Sul-Americana de 20043                 |
| 11  | Figueirense         | 65  | 46 | 17 | 14 | 15 | 62  | 54 | +8  | 47 | Copa Sul-Americana de 20043                 |
| 12  | Atlético Paranaense | 61  | 46 | 17 | 10 | 19 | 67  | 72 | –5  | 44 |                                             |
| 13  | Guarani             | 61  | 46 | 17 | 10 | 19 | 64  | 72 | –8  | 44 |                                             |
| 14  | Criciúma            | 60  | 46 | 17 | 9  | 20 | 57  | 69 | –12 | 43 |                                             |
| 15  | Corinthians 2       | 59  | 46 | 15 | 12 | 19 | 61  | 63 | –2  | 42 |                                             |
| 16  | Vitória             | 56  | 46 | 15 | 11 | 20 | 50  | 64 | –14 | 40 |                                             |
| 17  | Vasco da Gama       | 54  | 46 | 13 | 15 | 18 | 57  | 69 | –12 | 39 |                                             |
| 18  | Juventude 1         | 53  | 46 | 12 | 14 | 20 | 55  | 70 | –15 | 38 |                                             |
| 19  | Fluminense 2        | 52  | 46 | 13 | 11 | 22 | 52  | 77 | –25 | 37 |                                             |
| 20  | Grêmio              | 50  | 46 | 13 | 11 | 22 | 54  | 68 | –12 | 36 | Copa Sul-Americana de 20043                 |
| 21  | Ponte Preta 1 2     | 50  | 46 | 11 | 18 | 17 | 63  | 73 | –10 | 36 |                                             |
| 22  | Paysandu 2          | 49  | 46 | 15 | 12 | 19 | 74  | 77 | –3  | 35 |                                             |
| 23  | Fortaleza           | 49  | 46 | 12 | 13 | 21 | 58  | 74 | –16 | 35 | Rebaixados à Série B de 2004                |
| 24  | Bahia               | 46  | 46 | 12 | 10 | 24 | 59  | 92 | –33 | 33 | Rebaixados à Série B de 2004                |

1:A Ponte Preta escalou irregularmente o jogador Roberto nas partidas contra Internacional e Juventude, pelas rodadas 1 e 2 respectivamente, e perdeu os pontos conquistados nessas partidas. Inter e Juventude ganharam 3 pontos cada.
2:O Paysandu escalou irregularmente os jogadores Júnior Amorim e Aldrovani e por esse motivo perdeu oito pontos. Desses pontos, três foram para a Ponte Preta,três para o São Caetano, dois para o Corinthians e mais dois para o Fluminense.
3:Cruzeiro, São Paulo, Flamengo e Grêmio classificaram-se automaticamente para a Copa Sul-Americana pelo ranking da Conmebol.

| 30 de Março 1º rodada | Goiás                         | 2 - 2 | Paysandu                  | Goiânia                                                   |  |
|                       | Dimba 35' · Leandro Smith 78' |       | 51' Jorginho · 57' Vélber | Estádio: Serra Dourada Árbitro: SP Gilberto Pereira Costa |  |

| 6 de Abril 2º rodada | Paysandu  | 1 - 2 | Vitória                      | Belém                                                          |  |
|                      | Vélber 7' |       | 6' Adaílton · 66' Zé Roberto | Estádio: Mangueirão Árbitro: AM Washington José Alves de Souza |  |

| 9 de Abril 3º rodada | Paysandu       | 2 - 1 | Santos      | Belém                                                   |  |
|                      | Vélber 46' 76' |       | 38' Robinho | Estádio: Mangueirão Árbitro: DF Luciano Augusto Almeida |  |

| 12 de Abril 4º rodada | Corinthians                                                                        | 6 - 1 | Paysandu   | São Paulo                                           |  |
|                       | Fábio Luciano 20' 22' · Liedson 23' · Leandro 32' · Fabinho 40' · Renato Abreu 87' |       | 55' Robgol | Estádio: Pacaembu Árbitro: PR Evandro Rogério Roman |  |

| 20 de Abril 5º rodada | Ponte Preta                                  | 4 - 4 | Paysandu                                  | Campinas                                                     |  |
|                       | Gabriel Santos 9' · Sérgio Alves 38' 66' 74' |       | 8' Robgol · 33' 77' Vélber · 81' Jorginho | Estádio: Moisés Lucarelli Árbitro: MG Álvaro Azeredo Quelhas |  |

| 27 de Abril 6º rodada | Paysandu                                      | 5 - 2 | São Paulo                       | Belém                                                    |  |
|                       | Robgol 26' 28' 33' · Lecheva 65' · Iarley 76' |       | 57' Reinaldo · 86' Luís Fabiano | Estádio: Mangueirão Árbitro: PE Wilson de Souza Mendonça |  |

| 4 de Maio 7º rodada | São Caetano      | 2 - 0 | Paysandu | São Caetano do Sul                                                        |  |
|                     | Anaílson 47' 70' |       |          | Estádio: Anacleto Campanella Árbitro: PE Antônio André Rodrigues de Souza |  |

| 11 de Maio 8º rodada | Paysandu               | 2 - 2 | Fluminense             | Belém                                                   |  |
|                      | Vélber 6' · Robgol 55' |       | 35' César · 50' Sorato | Estádio: Mangueirão Árbitro: SP Paulo Cesar de Oliveira |  |

| 18 de Maio 9º rodada | Bahia          | 2 - 0 | Paysandu | Salvador                                             |  |
|                      | Nonato 49' 90' |       |          | Estádio: Fonte Nova Árbitro: RS Carlos Eugênio Simon |  |

| 25 de Maio 10º rodada | Paysandu   | 1 - 3 | Coritiba                                           | Belém                                         |  |
|                       | Robgol 41' |       | 14' Marcel · 22' Edinho Baiano · 63' Jackson Silva | Estádio: Mangueirão Árbitro: RJ Jorge Rabello |  |

| 31 de Maio 11º rodada | Internacional                    | 2 - 1 | Paysandu   | Porto Alegre                                          |  |
|                       | Wilson 46' · Daniel Carvalho 82' |       | 22' Vélber | Estádio: Beira-Rio Árbitro: MG Álvaro Azeredo Quelhas |  |

| 8 de Junho 12º rodada | Paysandu                             | 3 - 0 | Paraná | Belém                                                   |  |
|                       | Vélber 27' · Robgol 36' · Iarley 71' |       |        | Estádio: Mangueirão Árbitro: SP Paulo Cesar de Oliveira |  |

| 15 de Junho 13º rodada | Fortaleza            | 1 - 2 | Paysandu                  | Fortaleza                                                 |  |
|                        | Vinicius Carioca 52' |       | 63' Robgol · 84' Jorginho | Estádio: Presidente Vargas Árbitro: SE Antônio Hora Filho |  |

| 22 de Junho 14º rodada | Paysandu                | 2 - 2 | Flamengo              | Belém                                                |  |
|                        | Iarley 12' · Robgol 69' |       | 23' Igor · 47' Cássio | Estádio: Mangueirão Árbitro: SP Luís Marcelo Cancian |  |

| 29 de Junho 15º rodada | Criciúma                 | 2 - 0 | Paysandu | Criciúma                                                           |  |
|                        | Alexandre 30' · Jabá 63' |       |          | Estádio: Heriberto Hülse Árbitro: RJ Luís Antônio Silva dos Santos |  |

| 5 de Julho 16º rodada | Atlético Mineiro                              | 3 - 2 | Paysandu               | Belo Horizonte                                        |  |
|                       | Fábio Júnior 18' · Cicinho 38' · Paulinho 80' |       | 68' Robgol · 77' Balão | Estádio: Mineirão Árbitro: DF Luciano Augusto Almeida |  |

| 9 de Julho 17º rodada | Paysandu       | 1 - 0 | Figueirense | Belém                                                            |  |
|                       | André Dias 81' |       |             | Estádio: Mangueirão Árbitro: PE Antônio André Rodrigues de Souza |  |

| 12 de Julho 18º rodada | Vasco da Gama | 0 - 2 | Paysandu       | Rio de Janeiro                                      |  |
|                        |               |       | 46' 80' Robgol | Estádio: São Januário Árbitro: MG Giulliano Bozzano |  |

| 17 de Julho 19º rodada | Paysandu   | 1 - 1 | Grêmio          | Belém                                                          |  |
|                        | Vélber 37' |       | 48' Flávio Dias | Estádio: Mangueirão Árbitro: AM Washington José Alves de Souza |  |

| 20 de Julho 20º rodada | Juventude                      | 2 - 0 | Paysandu | Caxias do Sul                                               |  |
|                        | Rafael Gaúcho 30' · Geufer 80' |       |          | Estádio: Alfredo Jaconi Árbitro: RJ Wagner Azevedo Tardelli |  |

| 23 de Julho 21º rodada | Paysandu                    | 3 - 0 | Cruzeiro | Belém                                                     |  |
|                        | Magnum 54' · Robgol 58' 86' |       |          | Estádio: Mangueirão Árbitro: SP Silvia Regina de Oliveira |  |

| 26 de Julho 22º rodada | Atlético Paranaense | 1 - 1 | Paysandu       | Curitiba                                                              |  |
|                        | Jadson 44'          |       | 59' Zé Augusto | Estádio: Arena da Baixada Árbitro: SC Paulo Henrique de Godoy Bezerra |  |

| 3 de Agosto 23º rodada | Paysandu                                                            | 6 - 1 | Guarani    | Belém                                         |  |
|                        | Magnum 2' · Jóbson 9' 17' 82' · Borges Neto 77' · Sandro Goiano 90' |       | 40' Wágner | Estádio: Mangueirão Árbitro: RJ Jorge Rabello |  |

| 6 de Agosto 24º rodada | Vitória        | 1 - 1 | Paysandu       | Salvador                                         |  |
|                        | Alecsandro 35' |       | 85' Zé Augusto | Estádio: Barradão Árbitro: SE Antônio Hora Filho |  |

| 10 de Agosto 25º rodada | Paysandu                        | 2 - 2 | Goiás                    | Belém                                                         |  |
|                         | Lecheva 13' · Sandro Goiano 87' |       | 45' Araújo · 70' Gustavo | Estádio: Mangueirão Árbitro: BA Sálvio Spinola Fagundes Filho |  |

| 17 de Agosto 26º rodada | Paysandu                          | 2 - 2 | Corinthians     | Belém                                                |  |
|                         | Aldrovani 20' · Júnior Amorim 81' |       | 20' 84' Rogério | Estádio: Mangueirão Árbitro: RS Carlos Eugênio Simon |  |

| 20 de Agosto 27º rodada | Santos           | 2 - 0 | Paysandu | Santos                                               |  |
|                         | Alex 62' · Diego |       |          | Estádio: Vila Belmiro Árbitro: SE Antônio Hora Filho |  |

| 24 de Agosto 28º rodada | Paysandu                                         | 3 - 2 | Ponte Preta           | Belém                                                    |  |
|                         | Aldrovani 19' · Sandro Goiano 33' · Jorginho 70' |       | Ronildo 28' · Piá 50' | Estádio: Mangueirão Árbitro: PE Wilson de Souza Mendonça |  |

| 30 de Agosto 29º rodada | São Paulo        | 1 - 0 | Paysandu | São José do Rio Preto                                            |  |
|                         | Luis Fabiano 67' |       |          | Estádio: Benedito Teixeira Árbitro: MG Márcio Rezende de Freitas |  |

| 14 de Setembro 30º rodada | Paysandu   | 1 - 0 | São Caetano | Belém                                                  |  |
|                           | Vélber 54' |       |             | Estádio: Mangueirão Árbitro: MG Álvaro Azeredo Quelhas |  |

| 20 de Setembro 31º rodada | Fluminense    | 1 - 1 | Paysandu      | Rio de Janeiro                                        |  |
|                           | Joãozinho 17' |       | 65' Aldrovani | Estádio: Maracanã Árbitro: SP Cleber Wellington Abade |  |

| 24 de Setembro 32º rodada | Paysandu                                               | 4 - 0 | Bahia | Belém                                                   |  |
|                           | Vélber 1' · Sandro Goiano 8' · Lecheva 81' · Souza 90' |       |       | Estádio: Mangueirão Árbitro: SP Paulo Cesar de Oliveira |  |

| 28 de Setembro 33º rodada | Coritiba | 1 - 0 | Paysandu | Curitiba                                                     |  |
|                           | Lima     |       |          | Estádio: Couto Pereira Árbitro: MG Márcio Rezende de Freitas |  |

| 4 de Outubro 34º rodada | Paysandu | 0 - 0 | Internacional | Belém                                                   |
|                         |          |       |               | Estádio: Mangueirão Árbitro: DF Luciano Augusto Almeida |

| 9 de Outubro 35º rodada | Paraná                      | 4 - 2 | Paysandu          | Curitiba                                                     |  |
|                         | Cristiano Ávalos · Reinaldo |       | Souza · Cristiano | Estádio: Couto Pereira Árbitro: SP Sílvia Regina de Oliveira |  |

| 15 de Outubro 36º rodada | Paysandu                   | 3 - 0 | Fortaleza | Belém                                              |  |
|                          | Jóbson · Jorginho · Vélber |       |           | Estádio: Mangueirão Árbitro: SP Wilson Luiz Seneme |  |

| 18 de Outubro 37º rodada | Flamengo                   | 2 - 0 | Paysandu | Rio de Janeiro                                    |  |
|                          | Rafael · Edílson Capetinha |       |          | Estádio: Maracanã Árbitro: SC Héber Roberto Lopes |  |

| 23 de Outubro 38º rodada | Paysandu                               | 4 - 0 | Criciúma | Belém               |  |
|                          | Magnum · Jorginho · Souza · Zé Augusto |       |          | Estádio: Mangueirão |  |

| 26 de Outubro 39º rodada | Paysandu | 1 - 0 | Atlético Mineiro | Belém                                             |  |
|                          | Vélber   |       |                  | Estádio: Mangueirão Árbitro: MG Giulliano Bozzano |  |

| 2 de Novembro 40º rodada | Figueirense                                            | 6 - 0 | Paysandu | Florianópolis                                                        |  |
|                          | Cleber · Fernandinho · Edmílson Matias · Sandro Gaúcho |       |          | Estádio: Orlando Scarpelli Árbitro: BA Sálvio Spinola Fagundes Filho |  |

| 5 de Novembro 41º rodada | Paysandu      | 1 - 2 | Vasco da Gama                  | Belém                                              |  |
|                          | Sandro Goiano |       | Anderson Costa · Valdir Bigode | Estádio: Mangueirão Árbitro: SP Wilson Luiz Seneme |  |

| 8 de Novembro 42º rodada | Grêmio                  | 2 - 0 | Paysandu | Porto Alegre                                            |  |
|                          | George Lucas · Gilberto |       |          | Estádio: Olímpico Árbitro: MG Márcio Rezende de Freitas |  |

| 23 de Novembro 43º rodada | Paysandu                   | 3 - 2 | Juventude           | Belém                                              |  |
|                           | Souza · Magnum · Aldrovani |       | Neto Gaúcho · Raone | Estádio: Mangueirão Árbitro: MG Alício Pena Júnior |  |

| 30 de Novembro 44º rodada | Cruzeiro            | 2 - 1 | Paysandu      | Belo Horizonte                                                    |  |
| 16:00                     | Zinho 6' · Mota 73' |       | 90' Aldrovani | Estádio: Mineirão Público: 73,141 Árbitro: PR Heber Roberto Lopes |  |

| 7 de Dezembro 45º rodada | Guarani         | 2 - 1 | Paysandu | Campinas                                                |  |
|                          | Gílson · Wágner |       | Magnum   | Estádio: Brinco de Ouro Árbitro: SC Héber Roberto Lopes |  |

| 14 de Dezembro 46º rodada | Paysandu              | 2 - 2 | Atlético Paranaense             | Belém                                               |  |
|                           | Souza 8' · Jóbson 16' |       | 39' Alex Mineiro · 45+1' Jadson | Estádio: Mangueirão Árbitro: AM Washington de Souza |  |

## Artilharia
A artilharia da temporada:
| #          | Futebolista     | Total | Amistosos | Paraense | Libertadores | Série A |
| ---------- | --------------- | ----- | --------- | -------- | ------------ | ------- |
| 1º         | Robgol          | 28    | 0         | 7        | 6            | 15      |
| 2º         | Vélber          | 19    | 1         | 1        | 3            | 14      |
| 3º         | Iarley          | 12    | 0         | 6        | 3            | 3       |
| 4º         | Sandro Goiano   | 9     | 1         | 1        | 2            | 5       |
| 4º         | Aldrovani       | 9     | 4         | 0        | 0            | 5       |
| 4º         | Jóbson          | 9     | 2         | 2        | 0            | 5       |
| 5º         | Jorginho        | 8     | 0         | 1        | 1            | 6       |
| 6º         | Balão           | 5     | 0         | 4        | 0            | 1       |
| 6º         | Lecheva         | 5     | 1         | 0        | 1            | 3       |
| 6º         | Zé Augusto      | 5     | 0         | 2        | 0            | 3       |
| 6º         | Magnum          | 5     | 0         | 0        | 0            | 5       |
| 6º         | Souza           | 5     | 0         | 0        | 0            | 5       |
| 7º         | Albertinho      | 4     | 2         | 2        | 0            | 0       |
| 8º         | Júnior Amorim   | 2     | 1         | 0        | 0            | 1       |
| 9º         | Sérgio          | 1     | 0         | 1        | 0            | 0       |
| 9º         | Vandick         | 1     | 0         | 1        | 0            | 0       |
| 9º         | Flávio Tanajura | 1     | 1         | 0        | 0            | 0       |
| 9º         | André Dias      | 1     | 0         | 0        | 0            | 1       |
| 9º         | Borges Neto     | 1     | 0         | 0        | 0            | 1       |
| 9º         | Cristiano       | 1     | 0         | 0        | 0            | 1       |
| Gol contra | Gol contra      | 1     | 0         | 0        | 1            | 0       |

## Desempenho dos treinadores
| Técnico       | Inicio     | Fim         | Torneio      | Pts | J  | V  | E  | D  | GP  | GC | SG | %     |
| Darío Pereyra | Em Janeiro | Em Maio     | Amistosos    | 6   | 2  | 2  | 0  | 0  | 3   | 0  | 3  | 100   |
| Darío Pereyra | Em Janeiro | Em Maio     | Paraense     | 23  | 10 | 7  | 2  | 1  | 28  | 12 | 16 | 76,66 |
| Darío Pereyra | Em Janeiro | Em Maio     | Libertadores | 17  | 8  | 5  | 2  | 1  | 17  | 9  | 8  | 70,83 |
| Darío Pereyra | Em Janeiro | Em Maio     | Serie A      | 9   | 10 | 2  | 3  | 5  | 18  | 26 | -8 | 30    |
| Darío Pereyra | Em Janeiro | Em Maio     | Total        | 55  | 29 | 16 | 6  | 7  | 66  | 47 | 19 | 63,21 |
| Ivo Wortmann  | Em Maio    | Em Dezembro | Amistosos    | 6   | 2  | 2  | 0  | 0  | 10  | 1  | 9  | 100   |
| Ivo Wortmann  | Em Maio    | Em Dezembro | Serie A      | 48  | 36 | 13 | 9  | 14 | 56  | 51 | 5  | 44,44 |
| Ivo Wortmann  | Em Maio    | Em Dezembro | Total        | 54  | 38 | 15 | 9  | 14 | 66  | 52 | 14 | 47,36 |
| Total         | Total      | Total       | Total        | 109 | 67 | 31 | 15 | 21 | 132 | 99 | 33 | 54,22 |